# Robert Kurtzman
Pour les articles homonymes, voir Kurtzman.
Robert Kurtzman (né le 25 novembre 1964  à Crestline, Ohio) est un maquilleur, responsable des effets spéciaux, réalisateur et producteur de cinéma américain.

## Biographie
Robert Kurtzman a commencé sa carrière dans le cinéma au milieu des années 1980. Il est connu pour son travail en tant que maquilleur et technicien des effets spéciaux pour des créatures et a notamment travaillé sur les films Predator (1987), Evil Dead 2 (1987), L'Enfant du cauchemar (1989), Tremors (1990), Danse avec les loups (1990), Misery (1990), Evil Dead 3 (1992), Vendredi 13 : Jason va en enfer (1993), Pulp Fiction (1994), Freddy sort de la nuit (1994), L'Antre de la folie (1994), Scream (1996), The Faculty (1998), La Ligne verte (1999), Vanilla Sky (2001), Bubba Ho-tep (2002), Hulk (2003), Identity (2003), Hostel (2005), Texas Chainsaw 3D (2013) et Le Monde fantastique d'Oz (2013).
Il a fondé en 1988 la société d'effets spéciaux K.N.B. EFX Group avec Gregory Nicotero et Howard Berger et a remporté avec eux le Saturn Award du meilleur maquillage pour Vampires (1998) et le prix du meilleur maquillage au Festival international du film de Catalogne pour Cabin Fever (2002). Il a quitté K.N.B. EFX Group en 2002 pour créer sa propre société, Precinct 13.
Il a imaginé l'histoire d'Une nuit en enfer (1996), film dont il a été également coproducteur. Il a réalisé les films Wishmaster (1997), The Rage (2007) et Deadly Impact (2010). On lui doit également le slasher Buried Alive (en) sorti en 2007 avec notamment l'acteur Tobin Bell.

## Filmographie
- 1997 : Whishmaster de Robert Kurtzman
- 2022 : Killroy Was Here de Kevin Smith